# Stanisław Jaskułka (aktor)
Stanisław Jaskułka (ur. 16 października 1948 w Nowym Targu) – polski aktor teatralny i filmowy.

## Życiorys

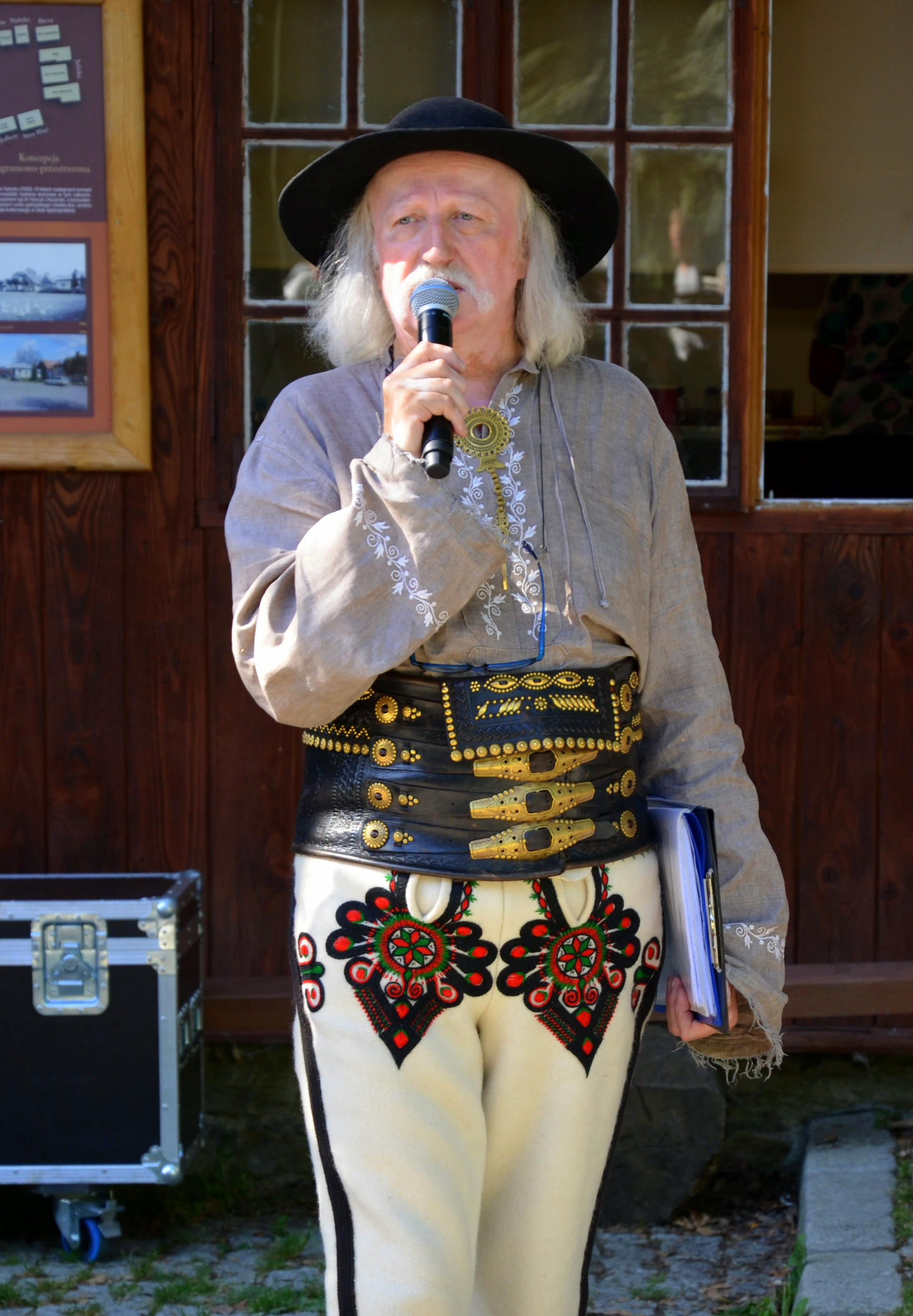
Stanisław Jaskułka w stroju ludowym, 2013

Ukończył Państwową Wyższą Szkołę Teatralną w Krakowie w 1971. Pracował w Bałtyckim Teatrze Dramatycznym w Koszalinie (1971-1972), Teatrze im. Juliusza Osterwy w Lublinie (1972-1975), Teatrze Współczesnym we Wrocławiu (1975-1979 i Teatrze im. Stefana Jaracza w Łodzi (1979-1995).
Występował w wielu filmach i serialach telewizyjnych, m.in. Plebania, Wyrok na Franciszka Kłosa, Autoportret z kochanką. Jest także aktorem dubbingowym. W 1989 roku odznaczony Srebrnym, a w 2005 Złotym Krzyżem Zasługi. Ponadto do dziś Stanisław Jaskułka czynnie udziela się w organizacji zawodów psich zaprzęgów jako prowadzący całą imprezę. Od wielu lat jest również konferansjerem podczas Europejskich Nadbużańskich Spotkań Folklorystycznych w Sokołowie Podlaskim, Festiwalu Wielu Kultur i Narodów "Z Wiejskiego Podwórza" w Czeremsze i Majówki w Parku Szczęśliwickim na Ochocie w Warszawie (zawsze w ludowym stroju góralskim z Podhala i z zapowiedziami w tej gwarze).

## Wybrana filmografia
- Kazimierz Wielki – 1975
- Życie na gorąco – 1978 (odc. 9 "Bolzano"), jako Otto
- Dom – 1982
- Popielec – 1982, jako Puszkar
- Ostrze na ostrze – 1983
- Rycerze i rabusie – 1984
- Przyłbice i kaptury – 1985
- Pantarej – 1987
- Kingsajz – 1987
- Pogranicze w ogniu – 1988-1992, jako Wetter
- 300 mil do nieba – 1989
- Modrzejewska – 1989, jako Adam Chmielowski
- Bank nie z tej ziemi – 1994, jako celnik (odc. 9)
- Bar Atlantic – 1996
- Autoportret z kochanką – 1996
- Szamanka – 1996
- Siedlisko – 1996, jako listonosz
- Palce lizać – 1999
- Plebania – 2000, jako Zenon Walencik
- Marszałek Piłsudski – 2000, jako Wincenty Witos
- Wtorek – 2001
- Wyrok na Franciszka Kłosa – 2002
- Bao-Bab, czyli zielono mi – 2003, jako Zenon Kowalski (odc. 5 i 11)
- Lawstorant – 2005
- Szpilki na Giewoncie – 2010 - 2012, jako Mariusz, ratownik górski
- Pierwsza miłość – 2012-2013, 2016-2017 jako Stanisław Kazimierczak, taksówkarz